# Lygos
Lygos là một chi thực vật có hoa trong họ Đậu.